# Hull—Aylmer
Pour les articles homonymes, voir Hull et Aylmer.
Circonscription électorale fédérale du Canada
Hull—Aylmer (précédemment connue sous le nom de Hull) est une circonscription électorale fédérale au Québec (Canada).

## Géographie
La circonscription est constituée des secteurs de Hull et Aylmer de la ville de Gatineau.
Les circonscriptions limitrophes sont Gatineau, Pontiac, Ottawa-Ouest—Nepean, Ottawa-Centre et Ottawa—Vanier.

## Historique
La circonscription de Hull a été créée en 1914 avec des parties des circonscriptions de Labelle et de Wright. Hull devint Hull—Aylmer en 1984. Lors du redécoupage électoral de 2013, la circonscription a perdu une partie de l'ancienne ville d'Aylmer au profit de Pontiac.

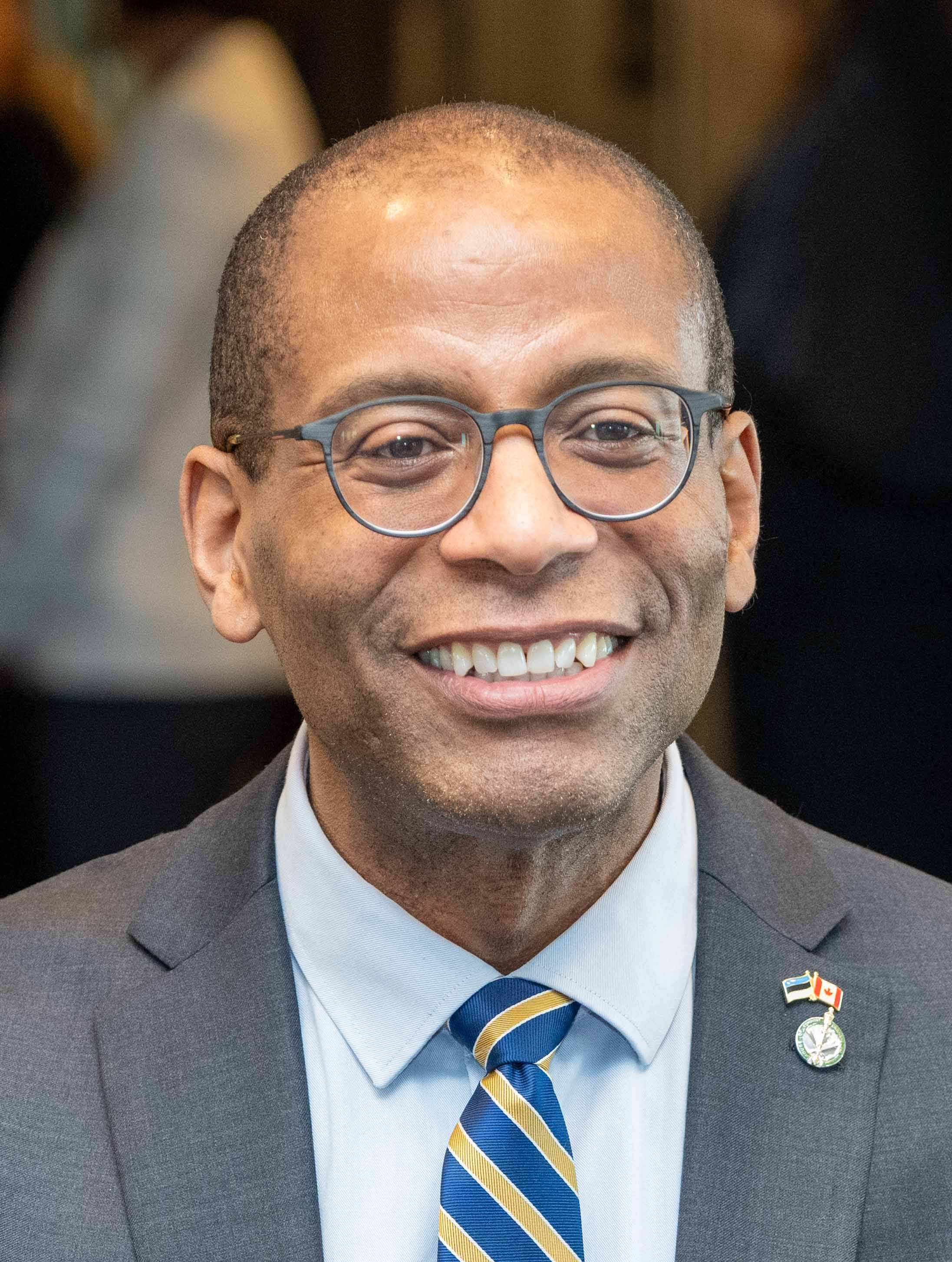
Greg Fergus

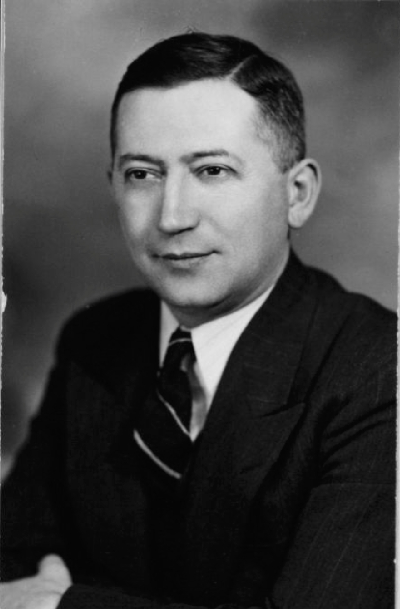
Alexis Caron

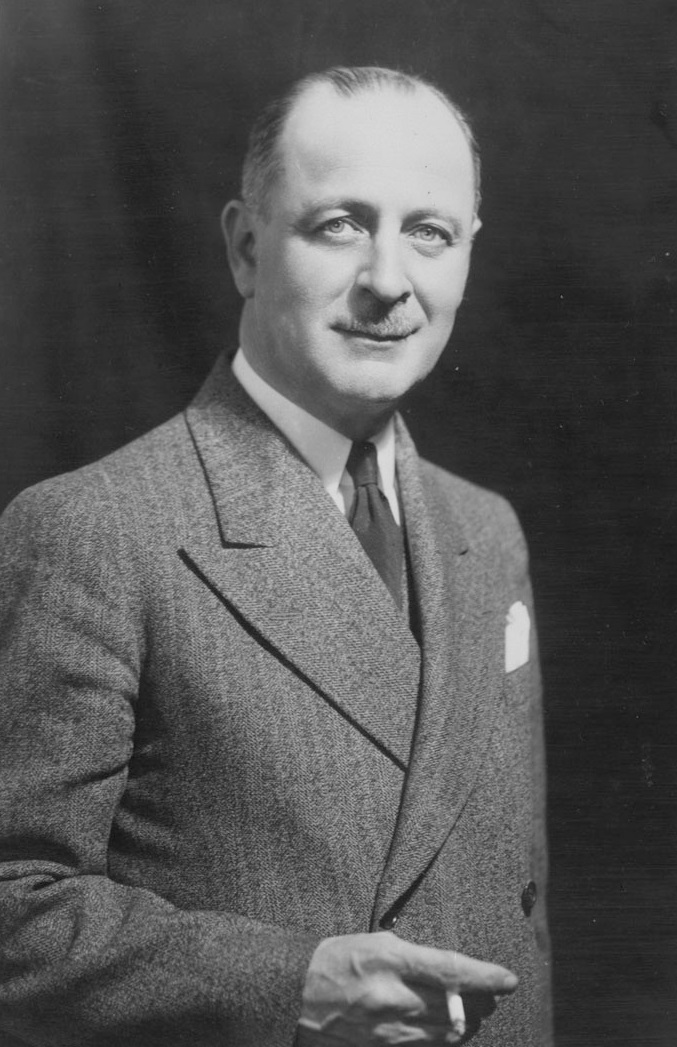
Alphonse Fournier

## Députés
| Législature                        | Années        | Député               | Parti | Parti          |
| ---------------------------------- | ------------- | -------------------- | ----- | -------------- |
| Hull issue de Labelle et de Wright |               |                      |       |                |
| 13e                                | 1917–1921     | Joseph-Éloi Fontaine |       | Libéral        |
| 14e                                | 1921–1925     | Joseph-Éloi Fontaine |       | Libéral        |
| 15e                                | 1925–1926     | Joseph-Éloi Fontaine |       | Libéral        |
| 16e                                | 1926–1930     | Joseph-Éloi Fontaine |       | Libéral        |
| 17e                                | 1930–1935     | Alphonse Fournier    |       | Libéral        |
| 18e                                | 1935–1940     | Alphonse Fournier    |       | Libéral        |
| 19e                                | 1940–1945     | Alphonse Fournier    |       | Libéral        |
| 20e                                | 1945-1949     | Alphonse Fournier    |       | Libéral        |
| 21e                                | 1949–1953     | Alphonse Fournier    |       | Libéral        |
| 22e                                | 1953–1957     | Alexis Caron         |       | Libéral        |
| 23e                                | 1957–1958     | Alexis Caron         |       | Libéral        |
| 24e                                | 1958–1962     | Alexis Caron         |       | Libéral        |
| 25e                                | 1962–1963     | Alexis Caron         |       | Libéral        |
| 26e                                | 1963–1965     | Alexis Caron         |       | Libéral        |
| 27e                                | 1965–1966     | Alexis Caron         |       | Libéral        |
| 27e                                | 1966-1968     | Pierre Caron         |       | Libéral        |
| 28e                                | 1968–1972     | Gaston Isabelle      |       | Libéral        |
| 29e                                | 1972–1974     | Gaston Isabelle      |       | Libéral        |
| 30e                                | 1974–1979     | Gaston Isabelle      |       | Libéral        |
| 31e                                | 1979–1980     | Gaston Isabelle      |       | Libéral        |
| 32e                                | 1980–1984     | Gaston Isabelle      |       | Libéral        |
| Hull—Aylmer                        |               |                      |       |                |
| 33e                                | 1984–1988     | Gaston Isabelle      |       | Libéral        |
| 34e                                | 1988–1990     | Gilles Rocheleau     |       | Libéral        |
| 34e                                | 1990-1990     | Gilles Rocheleau     |       | Indépendant    |
| 34e                                | 1990-1993     | Gilles Rocheleau     |       | Bloc québécois |
| 35e                                | 1993–1997     | Marcel Massé         |       | Libéral        |
| 36e                                | 1997–1999     | Marcel Massé         |       | Libéral        |
| 36e                                | 1999-2000     | Marcel Proulx        |       | Libéral        |
| 37e                                | 2000–2004     | Marcel Proulx        |       | Libéral        |
| 38e                                | 2004–2006     | Marcel Proulx        |       | Libéral        |
| 39e                                | 2006–2008     | Marcel Proulx        |       | Libéral        |
| 40e                                | 2008–2011     | Marcel Proulx        |       | Libéral        |
| 41e                                | 2011–2015     | Nycole Turmel        |       | Néo-démocrate  |
| 42e                                | 2015–2019     | Greg Fergus          |       | Libéral        |
| 43e                                | 2019–2021     | Greg Fergus          |       | Libéral        |
| 44e                                | 2021–2025     | Greg Fergus          |       | Libéral        |
| 45e                                | 2025–en cours | Greg Fergus          |       | Libéral        |

## Résultats électoraux

### Tendances
| |
| - Libéral - Créditiste (ancien) - Progressiste-conservateur (ancien) - NPD - Bloc québécois - Vert - Réformiste (ancien) - Alliance canadienne (ancien) - Conservateur - Populaire |

### Résultats détaillés
|       | Candidat                | Parti              | # de voix | % des voix |
|       | Étienne Boulrice        | Conservateur       | +04 289,  | 7,77 %     |
|       | Maude Chouinard-Boucher | Bloc québécois     | +03 603,  | 6,53 %     |
|       | Greg Fergus             | Libéral            | +28 515,  | 51,67 %    |
|       | (sortant) Nycole Turmel | NPD                | +17 357,  | 31,45 %    |
|       | Roger Fleury            | Vert               | +01 032,  | 1,87 %     |
|       | Sean J. Mulligan        | Héritage chrétien  | +00291,   | 0,53 %     |
|       | Gabriel Girard-Bernier  | Marxiste-léniniste | +00100,   | 0,18 %     |
| Total | Total                   | Total              | 55 187    | 100 %      |

|       | Candidat                | Parti          | # de voix | % des voix |
|       | Nancy Brassard-Fortin   | Conservateur   | +06 058,  | 10,19 %    |
|       | Dino Lemay              | Bloc québécois | +05 019,  | 8,44 %     |
|       | (sortant) Marcel Proulx | Libéral        | +12 051,  | 20,27 %    |
|       | Nycole Turmel           | NPD            | +35 194,  | 59,19 %    |
|       | Roger Fleury            | Vert           | +01 135,  | 1,91 %     |
| Total | Total                   | Total          | 59 457    | 100 %      |

|       | Candidat                | Parti              | # de voix | % des voix |
|       | Paul Fréchette          | Conservateur       | +07 996,  | 15,16 %    |
|       | Raphaël Déry            | Bloc québécois     | +11 625,  | 22,05 %    |
|       | (sortant) Marcel Proulx | Libéral            | +19 750,  | 37,45 %    |
|       | Pierre Ducasse          | NPD                | +10 454,  | 19,83 %    |
|       | Frédéric Pouyot         | Vert               | +02 784,  | 5,28 %     |
|       | Gabriel Girard-Bernier  | Marxiste-léniniste | +00121,   | 0,23 %     |
| Total | Total                   | Total              | 52 730    | 100 %      |